# Lockheed F-80 Shooting Star
Ло́кхид F-80 «Шутинг стар» [ˈlɑːkhiːd] («Падающая звезда», «метеор») (англ. Lockheed F-80 Shooting Star) — первый американский серийный реактивный истребитель.

## Общие сведения
F-80 стал первым по-настоящему боевым реактивным самолётом, поступившим на вооружение ВВС США. Он, как и британский Gloster Meteor, имел традиционный на тот момент дизайн и простую конструкцию, что позволило ему стать настоящей рабочей лошадкой американской тактической истребительно-бомбардировочной авиации и оставаться в этой роли в течение пяти лет после окончания Второй мировой войны.
Работы над прототипом начались в июле 1943 года, когда США получили из Англии новейший турбореактивный двигатель Хэвилленд H-1 (Havilland H-1).
Самолёт был закончен через 143 дня после начала работ и совершил свой первый полёт 9 января 1944 года.
В апреле 1945 года два самолёта были направлены в Англию, где они вошли в состав 8-й воздушной армии, и ещё два прибыли в Италию, но ни один из них не принял активного участия в боевых действиях в Европе. Первые серийные F-80 поступили в ВВС США в конце 1945 года в 412-ю истребительную группу, которая вскоре была переименована в 1-ю Истребительную группу и включала в себя 27-ю, 71-ю и 94-ю истребительные эскадрильи.
12 июля 1948 года 16 Локхид F-80A были направлены для усиления европейской группировки, вследствие блокады советскими войсками Западного Берлина. Самолет обладал выдающимися маневренными характеристиками, в учебных боях превзойдя в горизонтальной маневренности Grumman F8F Bearcat.
За F-80A последовали F-80B и затем F-80C, и именно этот вариант стал самым распространённым. F-80C широко использовался как истребитель-бомбардировщик во время войны в Корее. Только за первые четыре месяца эти самолёты совершили 15 000 боевых вылетов. Пилоты считали этот самолёт идеальным для атак с бреющего полёта, но F-80 не был способен бороться на равных с северокорейскими поршневыми Яками в силу своей ограниченной манёвренности, что не совпадает с  результатами учебных боев с Grumman F8F Bearcat, в которых F-80 побеждал. Кроме того, эти машины не были оборудованы для того, чтобы нести более мощное вооружение для атаки наземных целей. Но, несмотря на свои слабости, F-80 удалось записать на свой счёт несколько побед над северокорейскими самолётами, в частности, за два дня 19-20 июля 1950 они сбили пять северокорейских истребителей Як-9.
1 ноября 1950 года произошла встреча звеньев МиГ-15 и F-80C. При этом атакой со стороны солнца летчик Семён Хоминых сбил один Shooting Star (пилот Фрэнк ВанСикл погиб; по другим данным, он был сбит зенитным огнём). Это был предположительно первый в истории воздушный бой между двумя реактивными самолётами. Трансзвуковой МиГ-15 со стреловидным крылом значительно превосходил F-80, поэтому начиная с декабря 1950 года им на смену стали поступать трансзвуковые F-86A «Сейбр». Кроме того в Корее использовались всепогодные перехватчики Lockheed F-94 Starfire, созданные на базе F-80A.
Согласно официальным данным США, за всё время эксплуатации F-80 в USAF (ВВС США), истребителями этого типа было уничтожено в воздушных боях 18 самолётов противника (в том числе 4 МиГ-15). Все победы были одержаны в период Корейской войны (1950—1953), в течение 1950—1951 г.г. При этом было потеряно 368 F-80C и 28 RF-80, не считая потерь учебных T-33.
F-80C, кроме того, выпускались в варианте самолёта-разведчика. Всего с конвейера сошло 1718 F-80, многие из которых после завершения активной службы были переделаны в самолёты-мишени.
Учебная модель самолёта, T-33 Shooting Star, оставалась на вооружении ВВС и ВМС до 1970 года, а потом нашли применение в ВВС других стран. Некоторые самолёты попали в частные руки.

## Аварии и катастрофы
За время эксплуатации было потеряно около 700 истребителей F-80 (из около 1700 построенных), причём больше половины было потеряно в результате боевых действий в Корее.
За время эксплуатации в ВВС Бразилии разбилось не менее 5 F-80.
За время эксплуатации в ВВС Эквадора разбилось не менее 5 F-80.

## Экспорт
Снятые с вооружения в США, истребители F-80 Шутинг Стар поставлялись в страны Латинской Америки и ЮАР.
- Бразилия — на вооружении ВВС Бразилии с 1958 по 1973 год стояло 33 истребителя F-80C Шутинг Стар[9];
- Колумбия — на вооружении ВВС Колумбии с 1955 по 1966 год стояло 16 истребителей F-80C Шутинг Стар[9][10];
- Перу — ВВС Перу получили 14 истребителей F-80C Шутинг Стар, из которых была сформирована 14-я истребительная эскадрилья[9];
- Уругвай — В 1958 году дюжина F-80C поступила на вооружение 2-й истребительной эскадрильи ВВС Уругвая[11]
- Чили — 18 F-80C Шутинг Стар находится на вооружение ВВС Чили[9];
- Эквадор — на вооружении ВВС Эквадора начиная с января 1958 года поступило 16 истребителей F-80C Шутинг Стар. Самолёты получила тактическая эскадрилья № 14[9][12].

## Тактико-технические характеристики

Схема F-80C.

Приведены характеристики модификации F-80A.
Источник данных: Francillon, 1987, p. 254; Loftin, 1985.

Технические характеристики
- Экипаж: 1 (пилот)
- Длина: 10,52 м
- Размах крыла: 11,85 м (без ПТБ на законцовках)
- Высота: 3,45 м
- Площадь крыла: 22,07 м²
- Коэффициент удлинения крыла: 6,37
- Масса пустого: 3592 кг
- Нормальная взлётная масса: 5307 кг
- Максимальная взлётная масса: 6350 кг
- Объём топливных баков: 1835 л
- Силовая установка: 1 × ТРД General Electric J33-GE-11
- Тяга: 1 × 1746 кгс (17,12 кН)
- Коэффициент лобового сопротивления при нулевой подъёмной силе: 0,0134
- Эквивалентная площадь сопротивления: 0,30 м²

Лётные характеристики
- Максимальная скорость:  
  - у земли: 898 км/ч (М=0,73)
  - на высоте: 818 км/ч (М=0,75) на высоте 9144 м
- Крейсерская скорость: 660 км/ч
- Практическая дальность: 1255 км
- Перегоночная дальность: 2320 км (с ПТБ)
- Практический потолок: 13 715 м
- Скороподъёмность: 23,3 м/с
- Время набора высоты: 6096 м за 5,5 мин
- Нагрузка на крыло: 240,4 кг/м²
- Тяговооружённость: 0,34
- Аэродинамическое качество: 17,7

Вооружение
- Стрелково-пушечное: 6 × 12,7 мм пулемётов Colt Browning M2/M3 с боекомплектом 300 патр. на ствол
- Точки подвески: 4
- Неуправляемые ракеты: 8 × 127 мм ракет HVAR
- Бомбы: 2 × до 454 кг бомбы